# Балка Суха (притока Сухої Яли)
Ба́лка Суха́ (рос. Б. Сухая; б. Сухая) — балка (річка) в Україні у Мар'їнському районі Донецької області. Права притока річки Сухі Яли (басейн Дніпра).

## Опис
Довжина річки приблизно 15,14 км, найкоротша відстань між витоком і гирлом — 14,54 км, коефіцієнт звивистості річки — 1,01. На балці існує відстійник. На деяких ділянках балка пересихає.

## Розташування
Бере початок на південно-східній околиці села Дальнє. Тече переважно на північний захід і на південно-східній околиці села Зеленівка впадає в річку Сухі Яли, ліву притоку річки Вовчої.
Населені пункти вздовж берегової смуги: Янтарне.

## Цікаві факти
- У XX столітті на балці існувало багато водосховищ, 1 газгольдер та декілька газових свердловин[2].